# (1841) Masaryk
(1841) Masaryk ist ein Asteroid des äußeren Hauptgürtels, der am 26. Oktober 1971 vom tschechischen Astronomen Luboš Kohoutek an der Sternwarte in Hamburg-Bergedorf (IAU-Code 029) in Hamburg entdeckt wurde.
Der Asteroid ist nach dem tschechischen Philosophen und Schriftsteller Tomáš Garrigue Masaryk (1850–1937) benannt, der Mitbegründer und von 1918 bis 1935 erster Staatspräsident der Tschechoslowakei war.